# Retro running

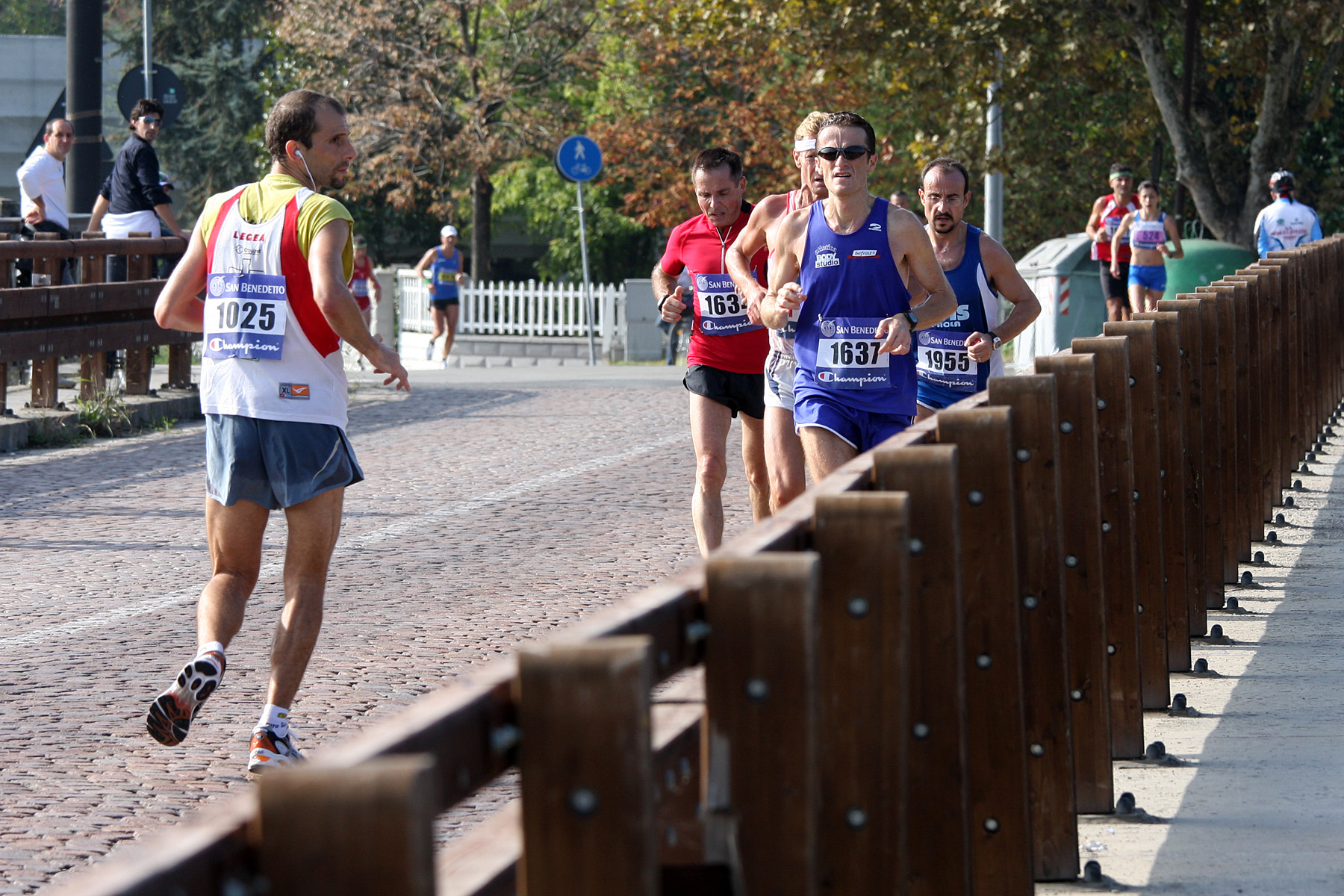
Un partecipante a una maratona mentre pratica la corsa all'indietro

La retro running o backwards running, in italiano corsa all'indietro, è un tipo di corsa particolarmente diffusa in Giappone, in Europa e negli Stati Uniti.
Nella cultura giapponese la retro running ha un'origine molto antica, infatti la popolazione giapponese pratica la camminata e la corsa all'indietro come esercizio fisico quotidiano da secoli. In Europa e negli USA invece la retro running risale a periodi molto più recenti, ma è largamente diffusa. Negli USA ha iniziato a essere praticata negli anni ottanta, mentre nel continente europeo è fiorita negli anni novanta. In tutto il mondo, però, si svolgono anche gare su svariate distanze dagli sprint sui 100 metri alle maratone.

## Benefici
Come moltissimi altri sport la retro running apporta benefici alla salute:
- si può correre anche quando si ha avuto un infortunio.[2] Certe volte dolori alle ginocchia, al tendine di Achille, all'anca, al polpaccio o all'inguine possono affliggere i podisti e l'atleta è costretto a fermarsi; grazie alla backward running però lo sportivo può proseguire l'attività sebbene in maniera alternativa;
- correndo all'indietro si bruciano molte più calorie. È stato infatti provato che facendo 100 passi di retro running si brucia l'equivalente calorico di circa 1000 passi in avanti camminando e 500 correndo.[2] In aggiunta procedendo al contrario ci si stanca molto di meno;
- le gambe sviluppano una capacità di movimento maggiore ed a una velocità molto più elevata. Correre all'indietro è sicuramente più difficile dal punto di vista motorio, ma questo aiuta ad apportare miglioramenti in termini di efficienza cardiovascolare e resistenza. Ciò aiuta anche l'atleta nella corsa “tradizionale”;[2]
- la postura verrà migliorata. I podisti spesso tendono ad incurvare la loro schiena in avanti, specialmente quando sono stanchi. Nella retro running questo problema non sussiste, anzi si tende a stare più eretti;[2]
- I sensi del “retro-runner” verranno sviluppati. Quando l'atleta pratica la retro running la sua visuale è notevolmente ridotta, quindi il suo corpo sarà portato a migliorare la sensibilità su altri mezzi di percezione, come l'udito e la vista periferica.[2]
- La pratica diventerà molto più divertente del solito. Aggiungendo dell'esercizio alternativo l'allenamento sarà molto meno monotono e noioso.[2]

## Gare più importanti

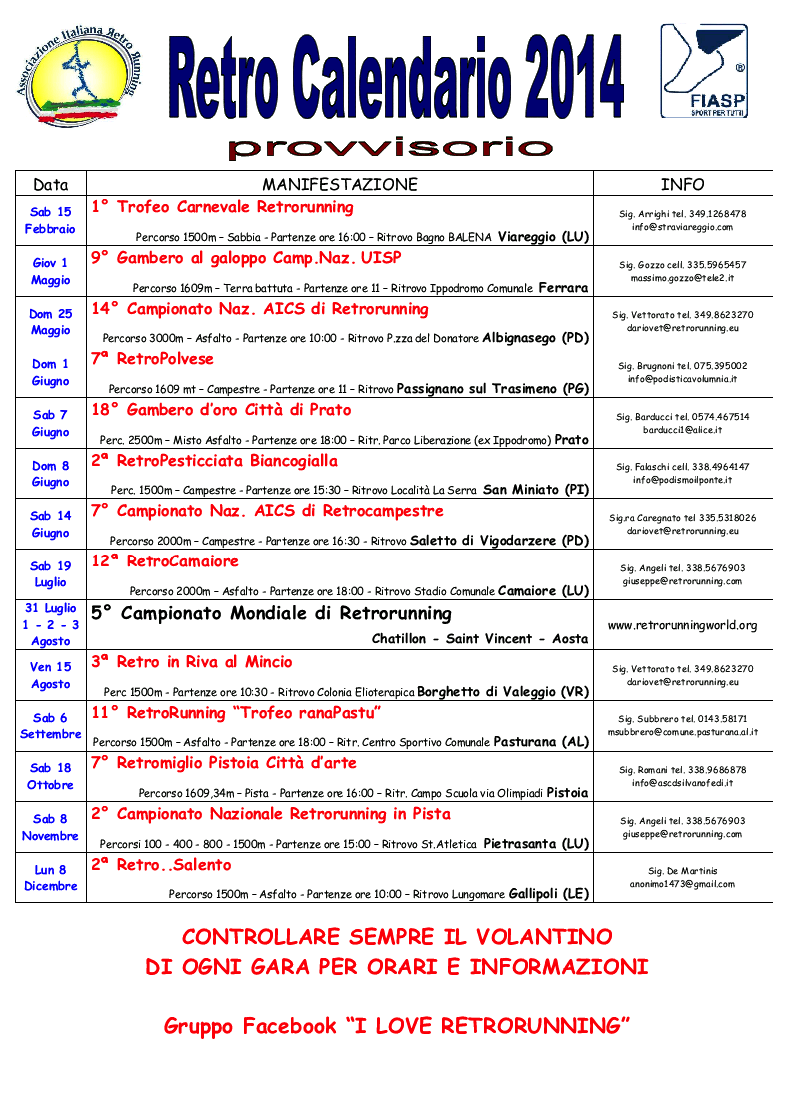

Ogni 2 anni vengono disputati i Campionati del Mondo di Retrorunning. La prima edizione fu nel 2008 a Pietrasanta (LU) a cui seguirono Kapfenberg (AUT) nel 2010, Lleida (SPA) nel 2012, Saint-Vincent (AO) nel 2014, Essen (GER) nel 2016 e Bologna nel 2018. Nel 2020 l'edizione è saltata a causa della pandemia di Covid-19.
In Italia ogni anno vengono organizzate diverse manifestazioni rientranti nel circuito "Retro Challenge" dell'AIRR "Associazione Italiana Retro Running", si tratta di un circuito di gare sul territorio nazionale che assegnano a fine anno il titolo italiano assoluto.
I Campioni in carica del Campionato Italiano Retro Challenge edizione 2018 sono Alberto Venturelli, Moreno Tommasi, Tiziano Magni e Carla Caregnato.

## Accorgimenti
Per iniziare a praticare la retrorunning è fondamentale adottare certi accorgimenti al fine di evitare spiacevoli infortuni o incidenti. Per esempio è consigliato:
- iniziare in un posto sicuro, lontano dalle macchine e dai pericoli della strada, per esempio un campo di atletica;[2]
- imparare camminando, in modo da familiarizzare con questi movimenti totalmente in contrapposizione con quelli di ogni giorno;[2]
- essere consapevoli di mantenere una posizione corretta, quindi non inclinarsi troppo indietro o avanti rischiando di cadere;[2]
- scegliere il giusto tipo di scarpe, che possano dare il giusto sostegno alla caviglia e al piede[3].

## Primati mondiali maschili
| Tipo di competizione            | Atleta                                                                         | Tempo        | Dove e quando                                                    |
| ------------------------------- | ------------------------------------------------------------------------------ | ------------ | ---------------------------------------------------------------- |
| 50 yards                        | Zoilo Adalia(USA)                                                              | 7.7 sec      | 16 agosto 2021, Sacramento, California                           |
| 100 yards                       | Ferdie Ato Adoboe (GHA)                                                        | 12.7 sec     | 25 luglio 1991, Smith's College, Northampton, Massachusetts, USA |
| 100 m                           | Roland Wegner (GER)                                                            | 13.6 sec     | 4 agosto 2007, Horgau, Germania                                  |
| 200 m                           | Fleury Contreras Urbano (DOM)                                                  | 30.33 sec    | 13 luglio 2018, Bologna, Italia                                  |
| 400 m                           | Dan Yoder (USA)                                                                | 1:08.34 min  | 14 luglio 2018, Bologna, Italia                                  |
| 800 m                           | Thomas Dold (GER)                                                              | 2:31.3 min   | 20 settembre 2008, Pietrasanta, Italia                           |
| 4 x 100 m staffetta             | Elias Becker, David Winterstein, Philipp Delfosse and Florian Jocher (GER)     | 1:01.05 min  | 12 luglio 2017, Emmendingen, Germania                            |
| 1000 x 100 m staffetta di massa | “Geschwister Scholl”- School Krauschwitz (GER)                                 | 9:51.08 ore  | 17 giugno 2005, Kraucshwitz, Germania                            |
| 4 x 200 m staffetta             | SV Werder Bremen (Olaf Kelterborn, Philipp Arlt, Hauke John, Bela Renk) (GER)  | 2:29.63 min  | 29 maggio 2010, Bremen, Germania                                 |
| 100 x 200 m staffetta di massa  | “Geschwister Scholl”- School Krauschwitz (GER)                                 | 1:57.08 St   | 17 giugno 2005, Kraucshwitz, Germania                            |
| 4 x 400 m staffetta             | Germania (Markus Jurgens, Florian Jocher, David Winterstein, Philipp Delfosse) | 5:11.54 min  | 14 luglio 2018, Bologna, Italia                                  |
| Mezzo miglio                    | Ronald Provenzano (USA)                                                        | 3:23 min     | 2003, Long Island                                                |
| 1000 m                          | Thomas Dold (GER)                                                              | 3:18.43 min  | 19 giugno 2014, Linz, Austria                                    |
| 1500 m                          | Thomas Dold (GER)                                                              | 5:01 min     | 18 settembre, Trier, Germania                                    |
| 1 miglio                        | Thomas Dold (GER)                                                              | 5:46.59 min  | 18 luglio 2004, Meßkirch, Germania                               |
| 2000 m                          | Thomas Dold (GER)                                                              | 7:13.00 min  | 18 luglio 2004, Meßkirch, Germania                               |
| 3000 m                          | Thomas Dold (GER)                                                              | 11:00.90 min | 13 luglio 2018, Bologna, Italia                                  |
| 5000 m                          | Thomas Dold (GER)                                                              | 19:07.13 min | 23 maggio 2018, Dresden, Germania                                |
| 10 000 m                        | Thomas Dold (GER)                                                              | 38:50.01 min | 15 luglio 2016, Essen, Germania                                  |
| Mezza maratona                  | Achim Aretz (GER)                                                              | 1:35:49 ore  | 28 maggio 2011, Koblenz, Germania                                |
| Maratona                        | Markus Jurgens (GER)                                                           | 3:38:27 ore  | 9 aprile 2017, Hannover, Germania                                |
| 100 km                          | Kurt Hassan (GER)                                                              | 16:53.13 ore | 23-24 giugno 2018, Niederhöchstadt, Germania                     |
| 24 ore                          | Yves Pol (FRA)                                                                 | 160 km       | Settembre 1990, Lione                                            |

## Primati mondiali femminili
| tipo di competizione           | atleta                                                                                          | tempo       | Dove e quando                            |
| ------------------------------ | ----------------------------------------------------------------------------------------------- | ----------- | ---------------------------------------- |
| 100 m                          | Isabella Wagner (GER)                                                                           | 16.8 sec    | 4 agosto 2007, Horgau, Germania          |
| 200 m                          | Melanie Albrecht (GER)                                                                          | 37.94 sec   | 25 agosto 2012, Lleida, Spagna           |
| 400 m                          | Isabella Wagner (GER)                                                                           | 1:29.0 min  | 4 agosto 2007, Horgau, Germania          |
| 4 x 100 m staffetta            | SpVgg Auerbach/Streitheim (Jasmin Mareth, Anke Lang, Claudia Wex, Isabella Wagner) (GER)        | 1:17.8 min  | 4 agosto 2007, Horgau, Germania          |
| 4 x 200 m staffetta            | LC Solbad Ravensberg (Ilona Pfeiffer, Cordula Reinhardt, Antje Strothmann, Ingeborg Vogt) (GER) | 3:11.78 min | 14 agosto 2009, Borgholzhausen, Germania |
| 100 x 200 m staffetta di massa | "Geschwister Scholl"-School Krauschwitz (GER)                                                   | 2:18:32 ore | 17 giugno 2005, Krauschwitz, Germania    |
| 800 m                          | Antje Strothmann (GER)                                                                          | 3:13.86 min | 15 agosto 2009, Borgholzhausen, Germania |
| 1000 m                         | Stefania Zambello (ITA)                                                                         | 4:20 min    | 1 marzo 2003, Asburgo, Germania          |
| 1 miglio                       | Stefania Zambello (ITA)                                                                         | 7:34 min    | Settembre 1998, Albignasego, Italia      |
| 2000 m                         | Sabrina Bianchi (ITA)                                                                           | 10:09 min   | 17 luglio 2004, Camaiore, Italia         |
| 3000 m                         | Stefania Zambello (ITA)                                                                         | 13:19.4 min | 3 ottobre 2004, Albignasego, Italia      |
| 5000 m                         | Kerstin Metzler-Mennenga (LIE)                                                                  | 24:11.6 min | 20 settembre 2008, Pietrasanta, Italia   |
| 10000 m                        | Kerstin Metzler-Mennenga (LIE)                                                                  | 51:53.2 min | 21 settembre 2008, Pietrasanta, Italia   |
| Mezza maratona                 | Kerstin Metzler (LIE)                                                                           | 1:57:08 ore | 19 settembre 2009, Perugia, Italia       |
| Maratona                       | Kat Clewey (CAN)                                                                                | 4:26:06 ore | 5 novembre 2017, Hamilton, Canada        |